# Панамериканский чемпионат по дзюдо 1968
Панамериканский чемпионат по дзюдо 1968 года прошёл 5-7 июля в столице Пуэрто-Рико Сан-Хуане. Чемпионат был шестым по счёту. Наибольшего успеха добились дзюдоисты США, завоевавшие три золотых награды, одну серебряную и одну бронзовую. Всего наград удостоились представители семи стран. Соревнования проводились только среди мужчин.

## Медалисты
| Категория            | Золото                   | Серебро                      | Бронза                        |
| -------------------- | ------------------------ | ---------------------------- | ----------------------------- |
| до 63 kg             | Хели Сасаки · Бразилия   | Исао Мура · США              | Гектор Квесада · Пуэрто-Рико  |
| до 70 kg             | Тосиюки Сейно · США      | Матеус Сугуйзаки · Бразилия  | Антонио Карраскал · Венесуэла |
| до 80 kg             | Лофей Сиозава · Бразилия | Антонио Галлина · Аргентина  | Габриэль Голдшмид · Мексика   |
| до 93 kg             | Дуглас Грэхем · США      | Элис Ляуба · Канада          | Сальвадор Гольдшмид · Мексика |
| свыше 93 kg          | Аллен Коадж · США        | Ник Блеендаль · Канада       | Каземиро да Силва · Бразилия  |
| Абсолютная категория | Ник Блеендаль · Канада   | Каземиро да Силва · Бразилия | Дэйл Леман · США              |

## Медальный зачёт
*   Принимающая страна (Пуэрто-Рико)
| Место          | Страна         | Золото | Серебро | Бронза | Всего |
| -------------- | -------------- | ------ | ------- | ------ | ----- |
| 1              | США            | 3      | 1       | 1      | 5     |
| 2              | Бразилия       | 2      | 2       | 1      | 5     |
| 3              | Канада         | 1      | 2       | 0      | 3     |
| 4              | Аргентина      | 0      | 1       | 0      | 1     |
| 5              | Мексика        | 0      | 0       | 2      | 2     |
| 6              | Венесуэла      | 0      | 0       | 1      | 1     |
| 6              | Пуэрто-Рико*   | 0      | 0       | 1      | 1     |
| Всего стран: 7 | Всего стран: 7 | 6      | 6       | 6      | 18    |